# Pop'n music 12 Iroha
Pop'n music 12 Iroha (ポップンミュージック 12 いろは Poppun myūjikku 12 Iroha?), también conocido como Pop'n music 12, es la duodécima entrega de Pop'n music. Fue lanzado el 8 de diciembre de 2004 en Arcade y su versión para PlayStation 2 salió el 2 de marzo de 2006. Mientras que la versión AC alberga un total de 474, la versión CS tiene unas 102 canciones en total.

## Características nuevas
- Primer pop'n music en mostrar la mejor puntuación en una canción después de haberlo jugado la primera vez.
- Primera entrega en tener música previa, es decir, al posar una canción sobre el marcador, esta muestra un tramo previo de la misma.[3]
- Por primera vez, aparece un nuevo modo de juego llamado NET対戦モード (NET taisen mōdo), el cual el jugador compite contra otros dos jugadores en línea.
- El Normal mode es reemplazado por el nuevo modo Enjoy mode, y está especializado para principiantes.
- A partir de ahora, tanto el Enjoy mode como  el Challenge mode, si el jugador fracasa en el primer stage, el juego le dará otra oportunidad y pasará inmediatamente al siguiente stage.
- Todas las canciones de Atsushi Shindo han sido removidas de manera permanente.
- Ahora el modo de desbloqueo de canciones ocultas mediante minijuegos es menos complicado y tedioso.
- Los compositores de Beatmania IIDX, DJ Yoshitaka, Akira Yamaoka y Ryu☆ hacen su primer debut en Pop'n music, al igual que el compositor de GuitarFreaks & Drummania Yoshihiko Koezuka.
- Primera entrega CS con 対戦 (Taisen mode). Es el equivalente al NET対戦モード en arcade, solo que en este caso, los oponentes son CPU's debido a que en PlayStation 2 carece de conexión a internet.
- Primera entrega CS con Pop'n request, la cual permite al jugador obtener más canciones adicionales provenientes de sus antecesores.
- Primera entrega CS sin una nueva canción CLASSIC, por lo cual la serie se queda con un total de 11 canciones de este mismo género.
- La canción MEITANTEI CONAN, está ausente en la versión CS.[4]
- Primera entrega CS en donde los Speed mods y los personajes de Anime&TV ya no necesitan ser desbloqueados.
- Tema del videojuego: Japón feudal.

## Modo de juego
- Enjoy mode: Es el nuevo modo principiante del juego. Fue totalmente modificado y es diferente a lo que era el antiguo Normal mode. Mientras que en la versión AC solo tiene algunas contadas canciones de su antecesor y las restantes son canciones Anime&Tv de las entregas anteriores, la versión CS tiene algunas canciones nuevas, pocas canciones antiguas y el resto son canciones nuevas Anime&TV. Todas ellas son de simple dificultad. Las opciones de canciones tales como Hi-SPEED, POP-KUN, HID-SUD y RAN-MIR no están disponibles en este modo, puesto que los niveles de dificultad originales han sido simplificados, de modo que no sería necesario usar modificadores de velocidad ni preocuparse por la dificultad de las canciones. Disponible de 5 a 9 botones.[5]

- Challenge mode: Es e modo desafío en el juego. El jugador debe escoger dos Normas u Ojamas antes de jugar una canción para acumular Challenge points en todo el set. Los Normas son puntuaciones a superar y los Ojamas son efectos y animaciones que confunden al jugador. Ciertos puntajes en total de tres canciones pueden desencadenar el Extra stage.

- Battle mode: Es el modo versus en el juego. En ella participan dos jugadores los cuales compiten uno contra otro, cada oponente debe conseguir un puntaje más alto que el otro. El primero que consiga ganar dos stages ganará el juego y se dará por terminado. Disponible 3 botones por jugador y tres canciones por set.

- Expert mode:Es el modo Nonstop del juego. Se selecciona unos de los varios Courses que tiene disponibles, los cuales son un conjunto de 4 canciones por set seleccionadas por género, estilo, dificultad, etc. Al momento del Course, el jugador deberá pasar el set completo, evitando que el Groove Gauge se vacié totalmente con cada desacierto del mismo, ya que si esto sucede, perderá el juego y se dará por terminado.

- NET対戦モード mode: Es el nuevo modo batalla en línea, similar al Battle mode, consiste en competir contra dos oponentes para obtener la puntuación más alta usando modificadores de los que se encuentran en Challenge mode para usarlas contra el adversario.[6] Disponible 4 stages por set.

## Extra stage
El nivel Extra estará disponible si el jugador consigue la cantidad correcta de CP's (Challenge points) en los tres stages por cada set en Challenge mode. Los puntajes disponibles para conseguirlo son: 94, 98, 104, 109, 110, 111, 115, 116, 117, 120, 121, 122 y todo puntaje superior a 125.

## Categorías
| - Generales - なまえ: Canciones ordenadas alfabéticamente (A-Z). - LV: Canciones ordenadas por nivel de dificultad de manera ascendente. - BEST: Canciones mejor jugadas de descendente a ascendente (1.º - 20.º). - SECRET: Canciones ocultas desbloqueadas. - TV: Canciones TV&Anime. - CS: Solo canciones originadas en Consola. - Solamente en PlayStation 2 - 新曲: Todas las canciones nuevas. - 再収録: Canciones antiguas revividas, incluyendo las de su antecesor. - AC: Solo canciones arcade. | - Solamente en Arcade - アニメ: Solo canciones anime (Pop'n music Animelo). - ee'MALL: Canciones ee'MALL previamente adquiridas. - 1: Todas las canciones de Pop'n music. - 2: Todas las canciones de Pop'n music 2. - 3: Todas las canciones de Pop'n music 3. - 4: Todas las canciones de Pop'n music 4. - 5: Todas las canciones de Pop'n music 5. - 6: Todas las canciones de Pop'n music 6. - 7: Todas las canciones de Pop'n music 7. - 8: Todas las canciones de Pop'n music 8. - 9: Todas las canciones de Pop'n music 9. - 10: Todas las canciones de Pop'n music 10. - 11: Todas las canciones de Pop'n music 11. - 12: Todas las canciones de Pop'n music 12. |  |

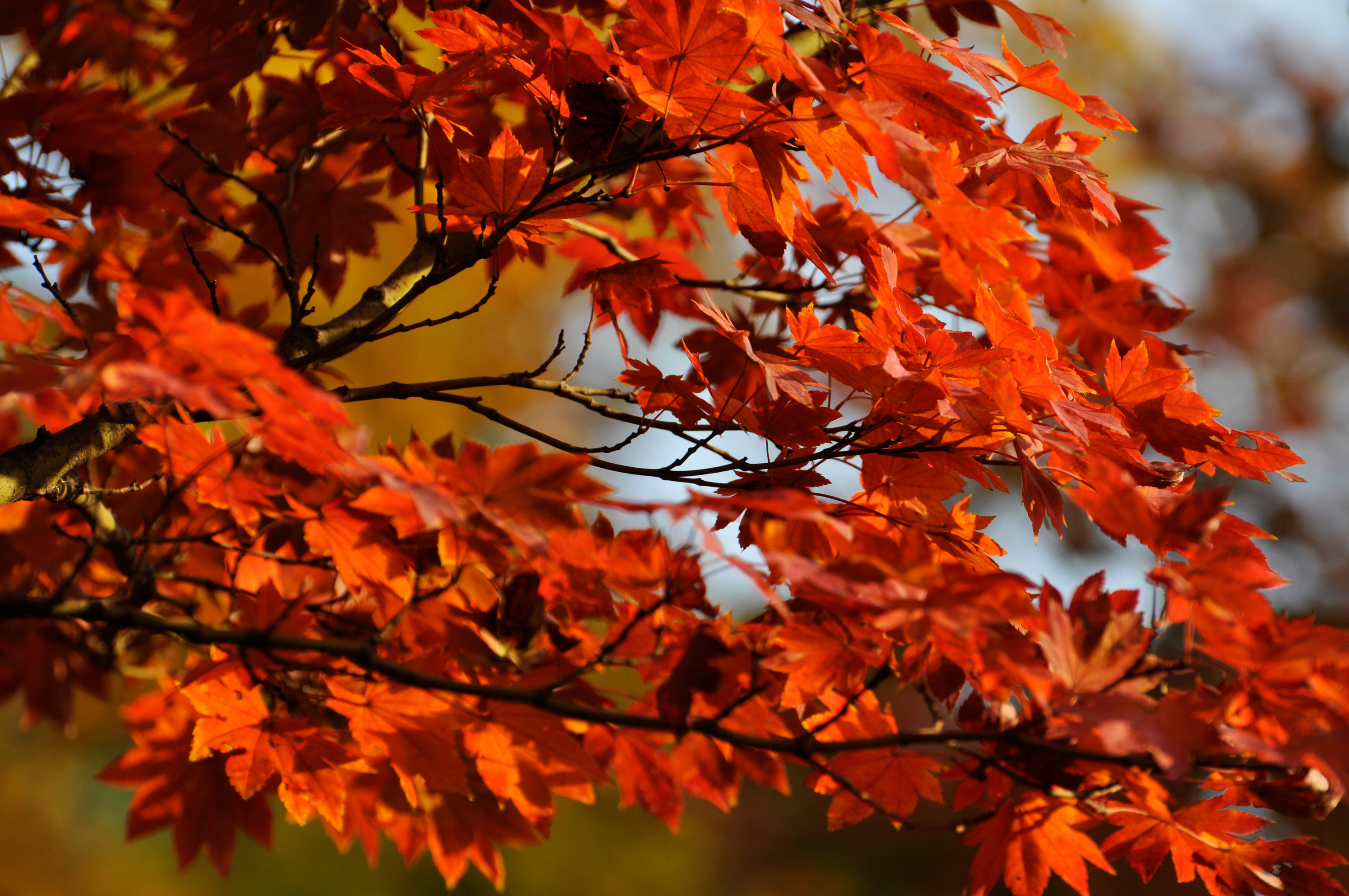
Hojas de maple japonés fotografiadas en el parque memorial Showa.

## Pop'n hidden Ninpocho
Pop'n hidden Ninpocho (ポップン秘伝忍法帖 Poppun hiden nin hōjō?) es el sistema de desbloqueo de pop'n music Iroha, el cual implica a Ninja Hero Shinobian, personaje visto por primera vez en Pop'n music 8 con la canción NINJA HERO. El sistema de desbloqueo es muy simple: El jugador debe jugar cualquiera de los cinco modos principales en modo arcade y tras completar el set con éxito clasificará inmediatamente al evento, el cual tras la presentación de misma, aparecerá una fila de naipes alineadas que se moverán rápidamente en horizontal y en un pequeño límite de tiempo. El jugador simplemente deberá presionar el botón rojo (en caso de jugar en PlayStation 2, debe presionar el botón círculo) de modo que el personaje Shinobian lanzará su Shuriken y acertará en cualquiera de los cuatro tipos de naipes los cuales cada una representa una estación del año: Primavera, Verano, Otoño e Invierno. Una vez hecho, aparecerá una escena donde un pequeño pergamino de desenrrolla mostrando lentamente una imagen, la cual al descubrirse por completo, se habrá desbloqueado una canción oculta. Cabe resaltar que el jugador debe evitar acertarle a los naipes de color café, pues estos naipes no otorgarán nada.
Poco después de haber desbloqueado al menos el 50% de las canciones ocultas, el personaje Shinobian será reemplazado por Shinobianko, una ninja proveniente de la canción NINJA HEROINE gracias a un naipe especial. La música y el intro del sistema de desbloqueo cambiarán de manera inmediata. Una vez que se hayan desbloqueado todas las canciones existentes, el jugador deberá desbloquear un último naipe: El naipe negro, el cual tiene una figura de calavera en el centro que, al conseguirla, se desbloqueará el course denominado HELL 12, a la vez que se desbloquearán todos niveles Extras de aquellas canciones que no tienen alguna, y se habrá completado el juego al 100%. Este evento inició el 2 de marzo de 2005 y terminó el 13 de abril de ese mismo año a las 3:00 P. m.

## Minijuegos

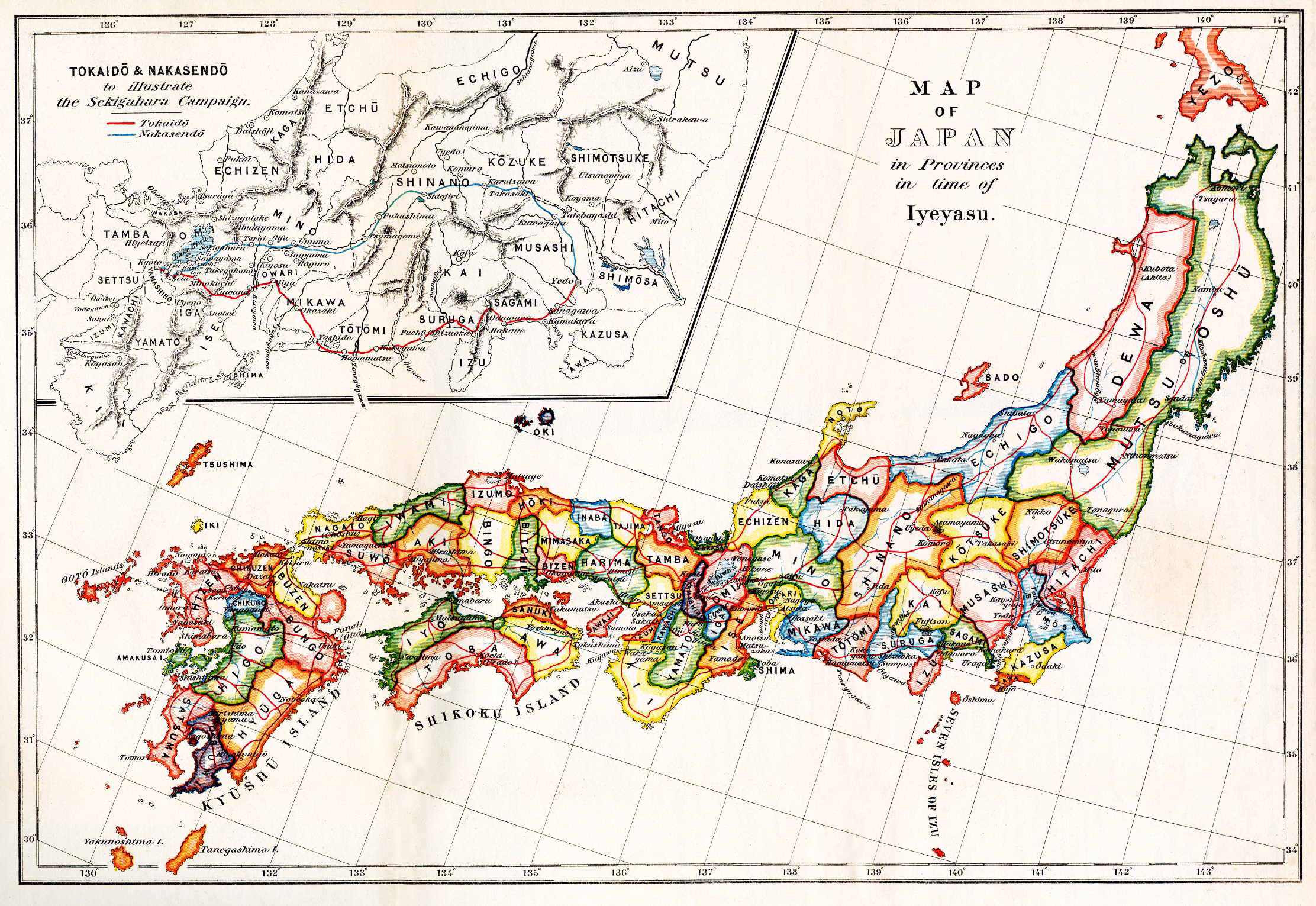
Mapa antiguo del Japón Feudal.

Existen dos tipos de minijuegos, las cuales al ganar en ambas se conseguirá una canción exclusiva en CS en cada una:

### Minijuego #1
El objetivo de イマ様の緑化運動 (Ima sama no ryokuka undō?) (Lit. Yima del movimiento ecológico), consiste en imitar la pose del personaje Yima que se encuentra en la parte superior en un corto límite de tiempo presionando el respectivo botón. El jugador, el cual se encuentra en la parte inferior izquierda de la pantalla que también juega como Yima, pero de color alternativo. Al medida que el jugador vaya acertando varias veces durante un tiempo, poco a poco este procedimiento se tornará más difícil, debido a que cada vez más se acortará el límite de tiempo. Pueden jugar de 1 a 2 jugadores. Si se juega con dos jugadores, el botón rojo no estará disponible. Completar el minujuego al 100% como recompensa se desbloqueará la canción BEYOND THE EARTH.

### Minijuego #2
ししゃものネコ缶 (Shishamo no neko kan?) (Lit. Las latas para gato de Shishiamo), es también otro minijuego el cual consiste en lo siguiente: Shishiamo el gato y su dueño Satou-san reciben la noticia de una venta de una nueva comida para gatos, por lo que ambos deciden ir a comprarla en la tienda más cercana. El jugador debe presionar los botones azules para acelerar, el botón rojo para saltar sobre los obstáculos, y ambos botones amarillos para frenar.
En los tres niveles que hay en total del minijuego, el jugador empieza con tres vidas en total. Si el jugador tropieza con un obstáculo, el gato saldrá volando fuera de la canasta, de modo que el jugador debe pedalear para que el gato al caer, lo haga en la canasta y pueda reanudar la carrera contrarreloj. Si el jugador no consigue atraparlo a tiempo, el gato caerá al vacío y será rescatado por uno de los tres ninjas: Shinobian, YOSHIO y Shinobianko en ese orden. Cada ninja representa una vida, y si el jugador las pierde todas, o si no llega a tiempo al objetivo, perderá el juego. Completar los tres niveles del juego satisfacoriamente desbloqueará la canción FRESH.

## Desbloqueos mediante otros videojuegos
Las canciones HARD COUNTRY y SKA estarán disponibles si el jugador tiene datos guardados del videojuego GuitarFreaks V & DrumMania V CS en la tarjeta de memoria de PlayStation 2. Lo mismo aplica para la canción PUNKISH GIRL, lo cual se debe también tener datos guardados del videojuego Dance Dance Revolution Str!ke CS para ser desbloqueado.

## Pop'n Request

Cuadro que muestra todos los naipes de Pop'n hiden Ninpocho, incluyendo los naipes de color café.

El pop'n Request es uno de los especiales de pop'n music Iroha CS el cual sirve para desbloquear aquellas canciones antecesoras que fueron los más votados en internet por los usuarios para que saliesen en esta entrega, las cuales son un total de nueve canciones divididas en tres secciones cada una:
| - Primera división: - EURO BEAT (AC 8) - SOFT ROCK LONG (AC 7) - HIPUNK ( AC 9) | - Segunda división: - J-TEKNO (AC 1) - TRANCE (AC 6) - HIP ROCK (AC 6) | - Tercera división: - SHOWA KAYO (AC 7) - ENKA REMIXm (AC 5) - ZEN-JAZZ (AC 10) |

## Canciones TV & Anime
- Título: オラはにんきもの (Ora wa nin kimono)
  - Género: クレヨンしんちゃん (Kureyonshinchan)
  - Artista: のはらしんのすけ
  - Procedencia: Tercer opening de Crayon Shin-chan, anime seinen de género humor negro creado por Yoshito Usui en 1990 y convertido en anime dos años después de su publicación.

- Título: デリケートに好きして (Derikēto ni suki shi te)
  - Género: CREAMY
  - Artista: 秋葉レイ
  - Procedencia: Es el opening de Magical Angel Creamy Mami, anime de género Mahō shōjo emitido en 1983 por Pierrot con un total de 52 episodios y tres volúmenes como manga.

- Título: CHA-LA HEAD-CHA-LA
  - Género: ドラゴンボールZ (Doragon bōru Z)
  - Artista: 影山ヒロノブ
  - Procedencia: Primer opening de Dragon Ball Z anime de género shōnen creado por Akira Toriyama en 1984 y emitido por televisión, la cual tiempo después llegó a ser muy conocido y bastante popular en distintos países, junto con Sailor Moon.

- Título: 世にも奇妙な物語メインタイトル (Yonimo kimyō na monogatari mein taitoru)
  - Género: キミョウ (Kimyou)
  - Artista: ♪♪♪♪♪
  - Procedencia: Es el tema de apertura principal de Yonimo kimyou na monogatari Programa televisivo japonés de género drama.

- Título: 残酷な天使のテーゼ (Zankoku na tenshi no tēze)
  - Género: EVA
  - Artista: 高橋洋子
  - Procedencia: Opening proveniente de Neon Genesis Evangelion, anime de género ciencia ficción creado por Yoshiyuki Sadamoto emitido desde 1995 hasta 1996 con 26 episodios, y publicado como manga desde octubre de 1995 hasta en marzo de 2013, con 14 volúmenes en total.

- Título: 「名探偵コナン」メイン・テーマ ('mei tantei konan' mein tēma)
  - Género: 名探偵コナン (Mei tantei konan)
  - Artista: ♪♪♪♪♪
  - Procedencia: Es el tema que se reproduce al mostrar un episodio sucesor previo después del ending de Detective Conan, anime de género shonen creado por Gōshō Aoyama y emitido originalmente por Nippon TV en 1996, con un total de 773 episodios en total.

- Título: バブルバスガール (Baburubasugāru)
  - Género: BUBBLE BATH GIRL
  - Artista: three berry icecream
  - Procedencia: Es una de las 4 canciones provenientes de la serie japonesa Ponkickies que han aparecido en Pop'n music. Las otras canciones son:
    - ホネホネロック (Honehonerokku), apareció por primera vez en  Pop'n music 9.
    - パタパタママ (patapatamama), que hizo su debut en  Pop'n music 10.
    - 歩いて帰ろう (Aruitekaerō), apareciendo en Pop'n music せんごく列伝.

## Canciones nuevas
La siguiente tabla muestra las nuevas canciones introducidas en el juego:

- Para ver la lista completa de canciones disponibles en el juego, véase: Anexo:Canciones de pop'n music 12 Iroha.

| Nombre                               | Género                  | Artista                        | Personaje     | Disponible en Arcade | Disponible en PlayStation 2 |
| Anime&TV                             | Anime&TV                | Anime&TV                       | Anime&TV      | Anime&TV             | Anime&TV                    |
| ------------------------------------ | ----------------------- | ------------------------------ | ------------- | -------------------- | --------------------------- |
| オラはにんきもの                     | クレヨンしんちゃん      | のはらしんのすけ               | Nyami         | Sí                   | Sí                          |
| デリケートに好きして                 | CREAMY                  | 秋葉レイ                       | Mimi          | Sí                   | Sí                          |
| CHA-LA HEAD-CHA-LA                   | ドラゴンボールZ         | 影山ヒロノブ                   | Nyami         | Sí                   | Sí                          |
| 世にも奇妙な物語メインタイトル       | キミョウ                | ♪♪♪♪♪                          | Mimi          | Sí                   | Sí                          |
| 残酷な天使のテーゼ                   | EVA                     | 高橋洋子                       | Mimi          | Sí                   | Sí                          |
| 「名探偵コナン」メイン・テーマ       | 名探偵コナン            | ♪♪♪♪♪                          | Nyami         | Sí                   | No                          |
| バブルバスガール                     | BUBBLE BATH GIRL        | three berry icecream           | Mimi          | Sí                   | Sí                          |
| Konami Originals                     |                         |                                |               |                      |                             |
| 鳳凰                                 | 亜細亜的協奏曲          | 菜楊                           | TangTang      | Sí                   | Sí                          |
| space merry-go-round                 | KIDS MARCH              | dormir                         | BERRY         | Sí                   | Sí                          |
| 琴古都                               | KOTO FUSION             | Jimmy Weckl                    | CHIZURU       | Sí                   | Sí                          |
| ふたりのマニフェスト                 | PROPOSE                 | 肥塚良彦                       | Mamoru-kun    | Sí                   | Sí                          |
| 夢幻ノ光                             | HYPER JAPANESQUE        | TЁЯRA                          | KIKYO         | Sí                   | Sí                          |
| MAGICAL VOICE SHOWER                 | A CAPELLA               | ウッチーズ                     | ドミー&ソラー | Sí                   | Sí                          |
| 恋する東京                           | TOKYO ROMAN             | パーキッツ                     | HANAO         | Sí                   | Sí                          |
| MY                                   | MESSAGE SONG            | よしくんと荒牧陽子さん         | MELL          | Sí                   | Sí                          |
| Just you wait!                       | BLUES ROCK              | heap                           | PATTY         | Sí                   | Sí                          |
| home.                                | HEALING DUO             | 秋桜 + WORLD SEQUENCE          | Nazuna&Suzuna | Sí                   | Sí                          |
| ONSEN SONG remixed                   | ONSEN RAP               | NICE GUY 人                    | NICE GUY      | Sí                   | Sí                          |
| New days                             | POSI ACO                | ko-saku                        | MAKOTO        | Sí                   | Sí                          |
| 流星☆ハニー                          | RYUSEI RAVE             | 新谷あきら                     | Ryusei☆Honey  | Sí                   | Sí                          |
| 1クールの男                          | DYNAMITE SOUL           | マキ                           | SUMIKO'73     | Sí                   | Sí                          |
| 夢見る少女                           | K-DANCE                 | dimitoricTiger from seoul      | YON           | Sí                   | Sí                          |
| ススメ! 少年!!                       | ROCKBILLY               | TAISHO                         | マッスル増田  | Sí                   | Sí                          |
| カリスマ (ゲームサイズ)              | AGE ROCK                | F.size.free                    | HAJIME        | Sí                   | Sí                          |
| For Dear～                           | VIVID                   | 桜井零士                       | EITO          | Sí                   | Sí                          |
| 涙雨物語                             | BIWA-GATARI             | すわひでお/古川竜也            | SASUGA MOGAMI | Sí                   | Sí                          |
| 乱                                   | SYMPHONIC TECHNO        | V.C.O.                         | SHISHIWAKA    | Sí                   | Sí                          |
| CURUS                                | FLOW BEAT               | D-crew                         | flow flow     | Sí                   | Sí                          |
| Looking for...                       | J-ROCK Ø                | colors                         | Justice★      | Sí                   | Sí                          |
| 雪上断火                             | HIP ROCK 3              | Des-ROW・組                    | 六            | Sí                   | Sí                          |
| CS Original Songs                    |                         |                                |               |                      |                             |
| 甘い時間(pop'n mix)                  | SLOW LIFE               | BE THE VOICE                   | OLIVIA        | No                   | Sí                          |
| 東京ガール(pop'n mix)                | SETAGAYA-kei            | metro trip                     | pilty         | No                   | Sí                          |
| ドンパン節                           | Rhythm & Blues & Minyou | 笛吹二朗とドンパン・リスペクツ | TECHNO STARS  | No                   | Sí                          |
| オヤシロのムスメ                     | MOE POP                 | 後藤沙織里                     | みここ        | No                   | Sí                          |
| 脱皮 ～Knock Out Regrets～           | J-PUNKISH GIRL          | MAKI@TOGO.BAND                 | spinky        | No                   | Sí                          |
| 大桟橋（伊呂波調）                   | SHAMISEN BROTHERS       | 内田兄弟                       | 内田一門      | No                   | Sí                          |
| 俺ら東京さ行ぐだ (I'LL GO TO TOKYO!) | JOUKYOU RAP             | ノーボトム!                    | MC.TOME       | No                   | Sí                          |
| 月影華 (TSUKI-KAGE-BANA)             | ビジュアル艶歌          | 丸山和嘉                       | 深川ふなを    | No                   | Sí                          |
| 鹿鳴館の怪人                         | 昭和怪奇譚              | リシャール秋田                 | 文彦さん      | No                   | Sí                          |
| TIN-DON-DANCE                        | チンドンダンス          | ノーボトム!                    | YANARY        | No                   | Sí                          |
| 突確全回転!                          | PRETY MIYABI            | マロンちゃん                   | MIYABI-san    | No                   | Sí                          |
| Secret songs                         |                         |                                |               |                      |                             |
| がんばれゴエモンメドレー             | GOEMON                  | かまあげうどん                 | GOEMON        | Sí                   | Sí                          |
| Ska Ska No.4                         | SHOWTIME                | 亜熱帯マジ-SKA爆弾             | HONE          | Sí                   | Sí                          |
| Vairocana                            | CYBER GAGAKU            | 五条式改                       | WAKA-san      | Sí                   | Sí                          |

## Hidden Ninja Scroll Unlocks
Las canciones que se desbloquean mediante el sistema de bloqueos tanto en AC como en CS pueden ser muy diferentes a lo que parecen:
| Nombre                                  | Género                          | Artista                     | Personaje        | Disponible en Arcade | Disponible en PlayStation 2 |
| HARU -春- SPRING                        | HARU -春- SPRING                | HARU -春- SPRING            | HARU -春- SPRING | HARU -春- SPRING     | HARU -春- SPRING            |
| --------------------------------------- | ------------------------------- | --------------------------- | ---------------- | -------------------- | --------------------------- |
| La Peche du Pierrot                     | HINAMATSURI                     | Q-Mex                       | MEBAE            | Sí                   | Sí                          |
| GRADUATION ~それぞれの明日~             | 卒業 from DDR                   | BeForU                      | おしゃれずきん   | Sí                   | Sí                          |
| エイプリルフールの唄                    | うそつき▽ハイパーロッケンローレ | AKIRA YAMAOKA               | Hipopo&Tamayo    | Sí                   | Sí                          |
| Citta' del sole                         | VIVACE from KEYBOARD MANIA      | Q-mex                       | CECIL            | Sí                   | Sí                          |
| うぐいす                                | TWEET                           | パーキッツ                  | Poet             | Sí                   | No                          |
| redraw lots                             | TOYBOX                          | マロンちゃん                | TOBY-S           | Sí                   | No                          |
| 必殺スパイ                              | お仕置き忍のテーマ              | ０００七                    | スーツ対モリー   | No                   | Sí                          |
| NATSU -夏- SUMMER                       |                                 |                             |                  |                      |                             |
| Far e@st network                        | UFO TECHNO                      | dj nagureo                  | PAL              | Sí                   | Sí                          |
| 白いとび羽根                            | TANABATA                        | ミシュカ                    | SARASA           | Sí                   | Sí                          |
| Into The Light                          | BEACH                           | good-cool feat.CHICO        | AYA              | Sí                   | Sí                          |
| starmine (pop'n mixxx)                  | HAPPY CUTECORE                  | Ryu☆                        | TRAN             | Sí                   | Sí                          |
| rings on the water                      | RAINY                           | PEACH TREES                 | Ruri             | Sí                   | No                          |
| Ping Pong Boogie                        | TAKKYU BOOGIE                   | School                      | HOSHIO           | Sí                   | No                          |
| 僕の名前は勇気 ～鈴木歯科クリニック編～ | むしばワルツ                    | ゆうき。                    | 小山明美         | No                   | Sí                          |
| AKI -秋- AUTUMN                         |                                 |                             |                  |                      |                             |
| KOUYOU                                  | J-SOUL from beatmania           | youhei                      | SHOLLKEE         | Sí                   | Sí                          |
| Klungkung 1655                          | GAMELAN from KEYBOARD MANIA     | simon                       | USAO-kun         | Sí                   | Sí                          |
| 進め! 爺ちゃん!                         | KEI-ROW PUNK                    | ジュースアクターズ          | MAGOJIROU        | Sí                   | Sí                          |
| Trick or Treat!                         | HALLOWEEN                       | Three Little Evils          | Smile            | Sí                   | Sí                          |
| もりへいこうよ                          | NURSERY                         | もりのおんがくたい          | pretty           | Sí                   | No                          |
| Hell? or Heaven?                        | CLASSIC 9                       | Waldeous vön dovjak         | HAMANOV          | Sí                   | No                          |
| 一発逆転! ××だらけのハッピー大運動会!!  | ATHLETIC MEET                   | P-4 laboratory              | BENGBENG         | No                   | Sí                          |
| FUYU -冬- WINTER                        |                                 |                             |                  |                      |                             |
| こたつとみかん                          | NYORO ROCK from GFdm            | ピンクカプセル              | MILK             | Sí                   | Sí                          |
| 雫                                      | LAMENTO                         | あさき                      | おんなのこ       | Sí                   | Sí                          |
| Thinking of You                         | J-Jazz                          | Mr.Valentine                | Jean             | Sí                   | Sí                          |
| お豆の哀歌                              | SET'S BEAN                      | 黒ムル & 淀川ジョルカエフ   | YODO-DOZEN       | Sí                   | Sí                          |
| Pop'n Xmas 2004 ~電子ノウタゴエ~        | Xmas PRESENTS                   | strawberry barium "s"       | pop'n Xmas       | Sí                   | Sí                          |
| さようならこんにちは                    | OH-MISOKA                       | ひので155                   | Mr.SOBACCO       | Sí                   | Sí                          |
| 月雪に舞う花のように                    | フォレストスノウ                | 猫叉Master                  | 智羅             | No                   | Sí                          |
| SHINOBI -忍- NIN-NIN                    |                                 |                             |                  |                      |                             |
| 忍びアン子は恋の呪文                    | ニンジャ卍ヒロイン              | 新腹筋忍者台 feat.meli♥melo | シノビアン子     | Sí                   | Sí                          |

## Provenientes de ee'MALL y otras entregas
| Nombre                             | Género        | Artista                            | Personaje     | Disponible en Arcade | Disponible en PlayStation 2 |
| ee'MALL songs                      | ee'MALL songs | ee'MALL songs                      | ee'MALL songs | ee'MALL songs        | ee'MALL songs               |
| ---------------------------------- | ------------- | ---------------------------------- | ------------- | -------------------- | --------------------------- |
| 花見で一杯                         | SWING KAYO    | 亜熱帯マジ-SKA爆弾 feat.MAKI       | Murasaki      | Sí                   | Sí                          |
| Sweet Illusion                     | Sweet pop     | vivi (from iyiyim)                 | Candy         | Sí                   | Sí                          |
| 純勉夏                             | ションボリ    | ションボリくらぶ feat.ジェットさん | Ryuuta        | Sí                   | Sí                          |
| airflow                            | INSTRUMENTAL  | Mr.T                               | Poet          | Sí                   | Sí                          |
| From Dance Dance Revolution Str!ke |               |                                    |               |                      |                             |
| Knock Out Regrets                  | PUNKISH GIRL  | MAKI@TOGO.BAND                     | spinky        | No                   | Sí                          |